# Чабки-Сабы
Чабки-Сабы — деревня в Сабинском районе Татарстана. Входит в состав Сатышевского сельского поселения.

## География
Находится в северо-западной части Татарстана на расстоянии приблизительно 8 км на юг по прямой от районного центра поселка Богатые Сабы у речки Казкаш.

## История
Основана в первой половине XVIII века, упоминалась также как Чаука, Чабья. В начале XX века упоминалось о наличии мечети и мектеба.
В «Списке населенных мест по сведениям 1859 года», изданном в 1866 году, населённый пункт упомянут как казённая деревня Чапки-Сабы 1-го стана Мамадышского уезда Казанской губернии. Располагалась при речке Сабабаш, по правую сторону Зюрейского торгового тракта, в 70 верстах от уездного города Мамадыша и в 48 верстах от становой квартиры во владельческом селе Кукморе (Таишевский Завод). В деревне, в 28 дворах жили 187 человек (98 мужчин и 89 женщин), была мечеть.

## Население
Постоянных жителей было: в 1782 — 48 душ мужского пола, в 1859—179, в 1897—325, в 1908—372, в 1920—356, в 1926—345, в 1938—302, в 1949—186, в 1970—126, в 1979 — 97, в 1989 — 65, 52 в 2002 году (татары 98 %), 52 в 2010.